# Lars Christian Jacobsen
Lars Christian Jacobsen (nascut el 20 de setembre de 1979, i criat a Odense, Fiònia) és un exfutbolista danès que jugava de defensa.